# Kordillerentäubchen
Das Kordillerentäubchen (Metriopelia melanoptera), auch Schwarzschwingentäubchen oder Weißbugtäubchen genannt, ist eine Art der Taubenvögel und wird zur Unterfamilie der Amerikanischen Kleintauben gerechnet. Es kommt ausschließlich in Südamerika vor und ist dort ein Bewohner des Hochlands. Der Bestand gilt als ungefährdet.

## Erscheinungsbild
Das Kordillerentäubchen erreicht eine Körperlänge von 22 Zentimetern und ist damit wesentlich kleiner als eine Lachtaube. Der Körperbau ist kompakt. Der Geschlechtsdimorphismus ist nur gering ausgeprägt; bei den Weibchen ist der Rosa-Ton an Brust und Bauch nicht so ausgeprägt wie beim Männchen.
Kordillerentäubchen haben ein überwiegend hell rotbraunes Gefieder, das partiell rosa überhaucht ist. Die Kehle ist hellgrau und nur unscharf vom übrigen Gefieder abgegrenzt. Die Brust ist hell bräunlichrosa. Die Flanken gehen in einen leichten Grauton über. Der Bauch ist verglichen mit der Brust heller gefärbt. Die Unterschwanzdecken sind schwarz. Die äußeren Flügeldecken sind hellgrau. Auffallend ist der weiße Schulterfleck. Der Schnabel läuft spitz zu und ist dunkel. Die Iris ist innen grünlich bis bräunlich und außen rötlich.

## Verbreitung und Lebensweise
Das Verbreitungsgebiet des Kordillerentäubchens erstreckt sich von Peru über Bolivien bis in den Norden Chiles. Die Art kommt außerdem im Westen Argentiniens, in Ecuador und in Kolumbien vor. Im Süden Kolumbiens ist die Art stellenweise häufig, in anderen Teilen des Verbreitungsgebietes ist sie hingegen vergleichsweise selten. Sie ist häufig im Gebirge anzutreffen und besiedelt im Westen Boliviens Höhenlagen zwischen 2.000 und 4.800 Meter über NN.
Das Kordillerentäubchen bewohnt ebenso wie mehrere weitere Arten der Gattung Metriopelia aride und semiaride Habitate. Zu den präferierten Lebensräumen zählen steinige Hänge mit Strauchvegetation. Es ist häufig auf offenem Grasland sowie Kulturflächen anzutreffen, auch menschliche Siedlungsräume werden besiedelt. Das Kordillerentäubchen ist ein Standvogel, das aber täglich signifikante Höhenwanderungen unternimmt, um von den Ruheplätzen zu den Nahrungsgründen zu gelangen. Es ist eine überwiegend bodenbewohnende Art und auf Grund der Gefiederfärbung mitunter nur schwer auszumachen. Während der Nahrungsaufnahme ist das Kordillerentäubchen gelegentlich mit Brillentäubchen vergesellschaftet.
Die Fortpflanzungszeit variiert abhängig vom Verbreitungsgebiet. In Peru brütet die Art beispielsweise im Zeitraum März bis Mai, in Argentinien und Chile dagegen von November bis April. Das Nest wird gewöhnlich in einer Höhe von drei Metern über dem Erdboden errichtet, es sind allerdings auch schon Bodennester gefunden worden. Das Gelege besteht aus zwei Eiern, die Brutzeit beträgt 14 Tage.

## Unterarten
Es werden zwei Unterarten unterschieden.
- Metriopelia melanoptera saturatior Chubb, C, 1918 sit im Südwesten Kolumbiens und in Ecuador verbreitet.
- Metriopelia melanoptera melanoptera (Molina, 1782) kommt von Peru über Chile und den Süden Argentiniens vor.

## Haltung
Das Kordillerentäubchen wird nur selten gehalten. Die ersten Kordillerentäubchen kamen erst 1981 nach Deutschland. Verglichen mit anderen Arten der Gattung Metriopelia gilt diese hochlandbewohnende Taubenart als nicht sehr kälteempfindlich. Allerdings setzt ihr nasskaltes Wetter zu, so dass ihr in der Volierenhaltung ein trockener Innenraum zur Verfügung stehen muss.

## Belege

### Weblink
- Metriopelia melanoptera in der Roten Liste gefährdeter Arten der IUCN 2013.1. Eingestellt von: BirdLife International, 2012. Abgerufen am 30. Oktober 2013.